# Doppelkabine

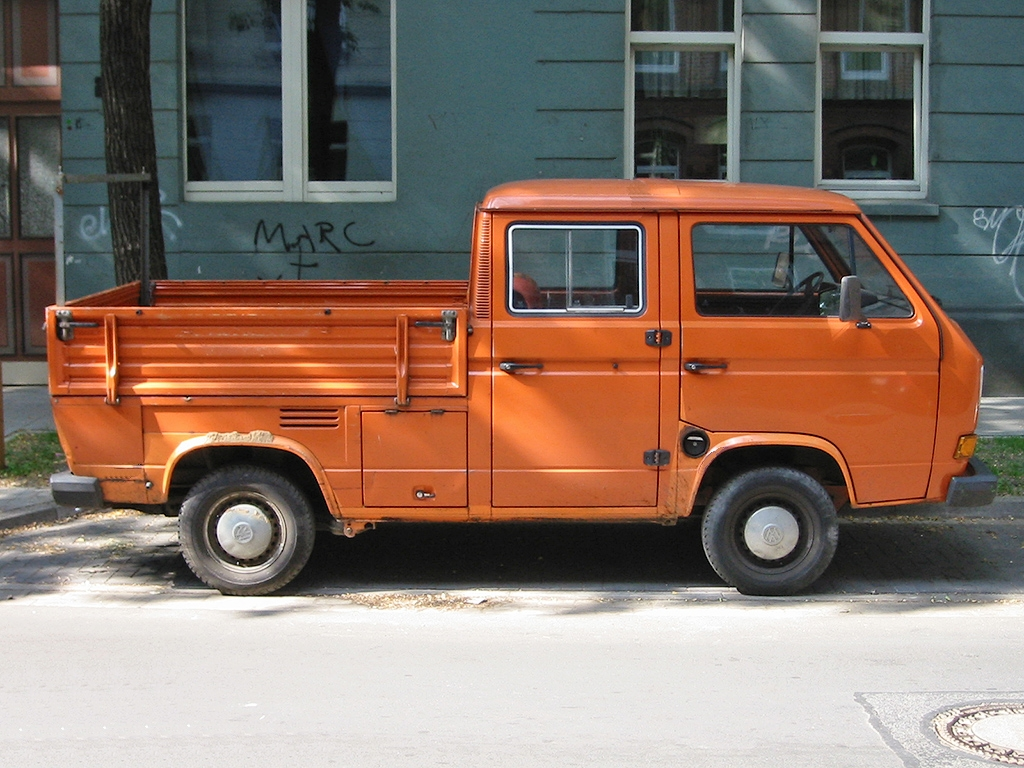
VW Transporter als Doppelkabine

Als Doppelkabine (englisch Crew Cab; „Mannschaftskabine“) werden Kleintransporter sowie auch leichte LKW verschiedener Hersteller bezeichnet, die aus einer Kombination von Kleinbus und Pritschenwagen bestehen. Es wird auch die Abkürzung „Doka“ verwendet. Ein Fahrzeug vom Typ Doppelkabine verfügt sowohl über eine meist offene Ladefläche zum Transport von Material als auch über die Möglichkeit vier bis sechs Personen in zwei Sitzreihen zu befördern. Die zweite Reihe verfügt oft nur über eine einzelne Tür an der Beifahrerseite.
Die Doppelkabine ist bei vielen Handwerksbetrieben beliebt, die kleinere Baustellen zugleich mit Material und Personal zu versorgen haben. Sie findet sich auch im kommunalen Bereich. Sie können auch als Fahrgestellbasis für Sonderaufbauten dienen, wie z. B. beim Militär, bei der Feuerwehr, beim Technischen Hilfswerk oder bei Wohnmobilen. Eine besonders komfortable Bauart der Doppelkabine sind Pick-ups, die sich im privaten Bereich vor allem in Nordamerika einer zunehmenden Beliebtheit erfreuen.

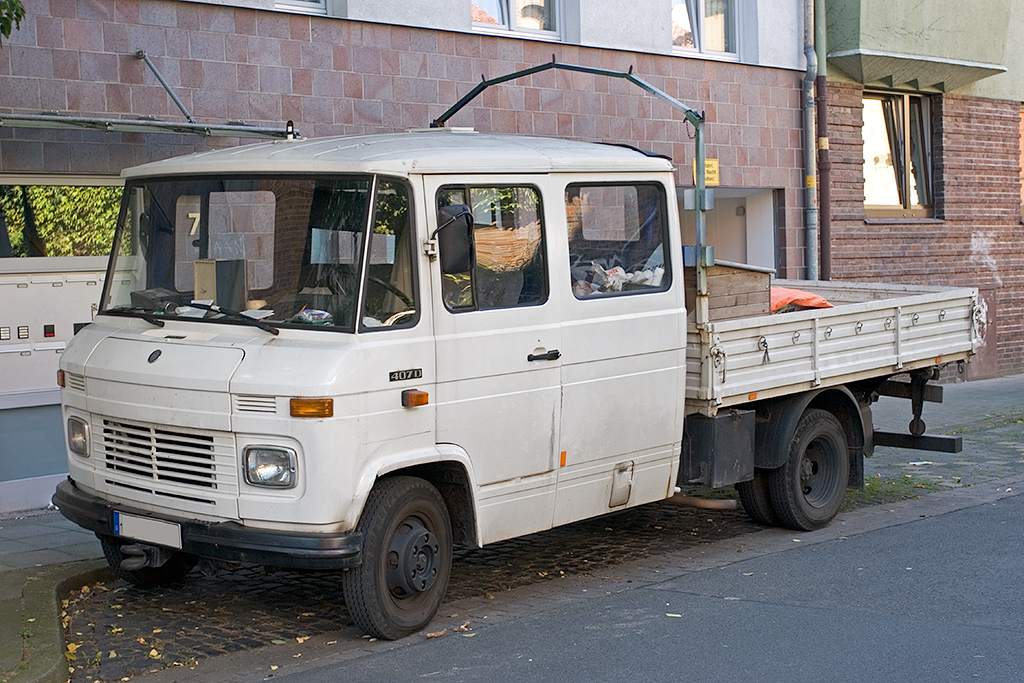
Mercedes-Benz T2 als Doppelkabine
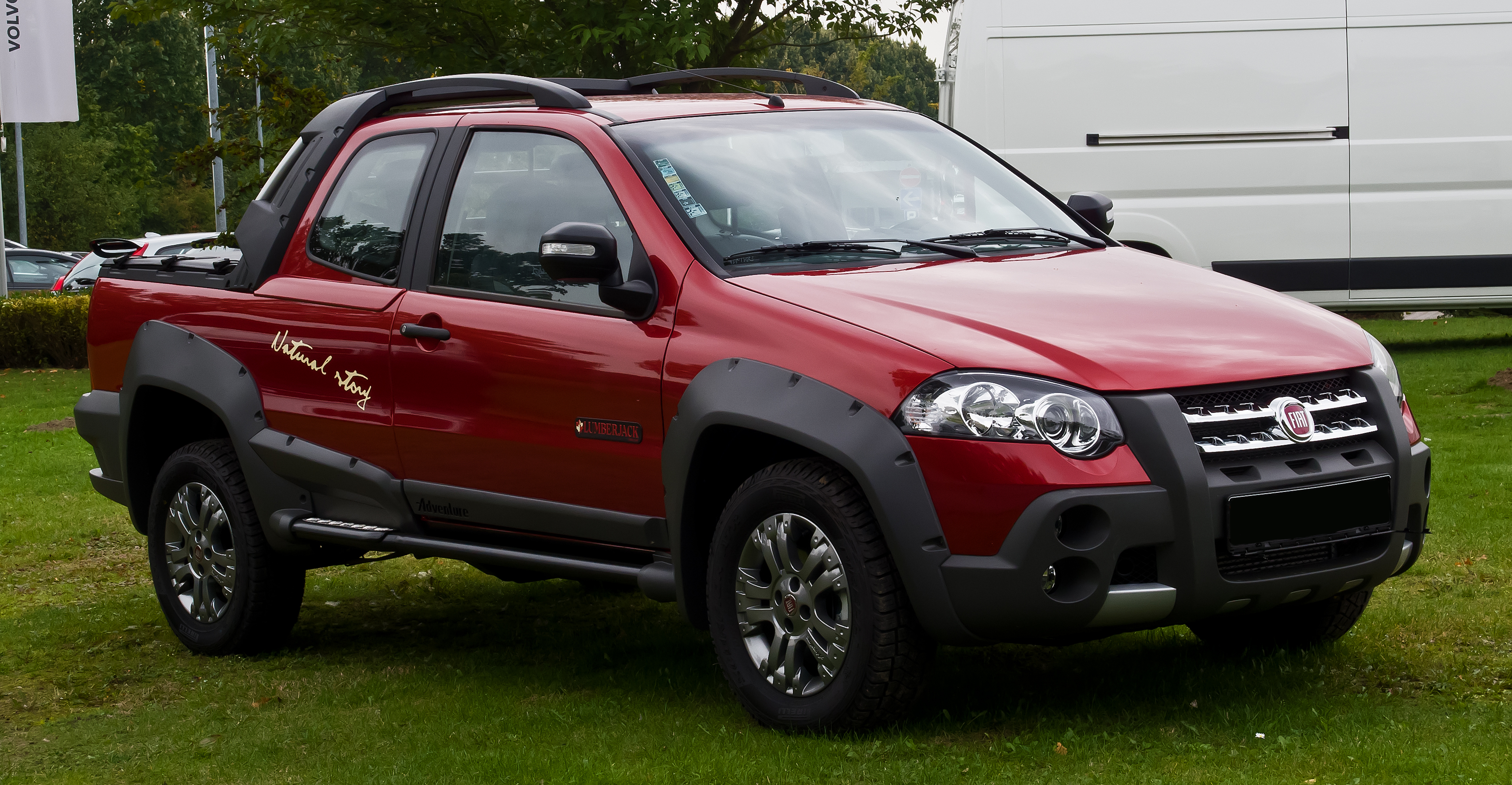
Fiat Strada Doppelkabine ohne Extratür
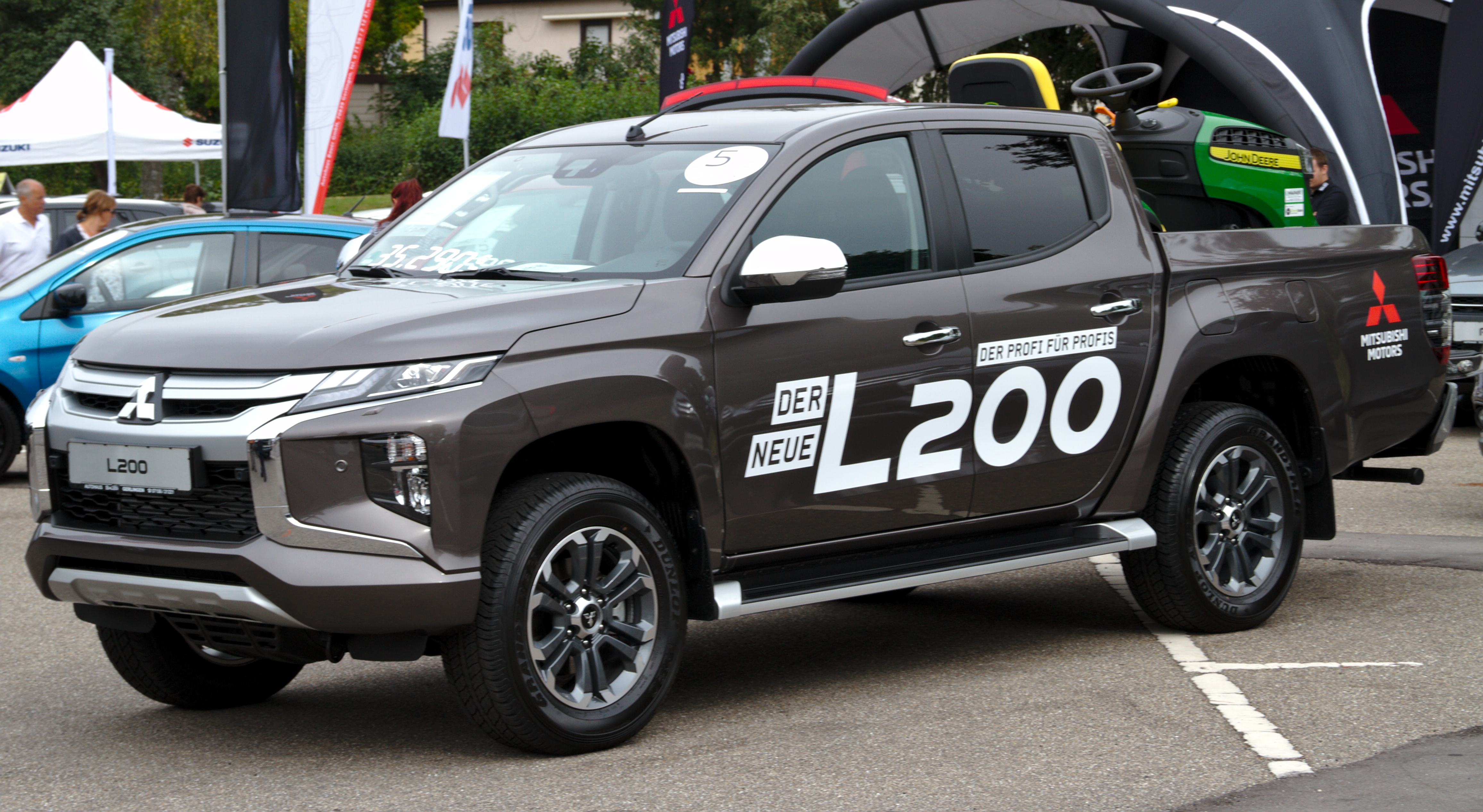
Mitsubishi L200 Pick-up mit Doppelkabine
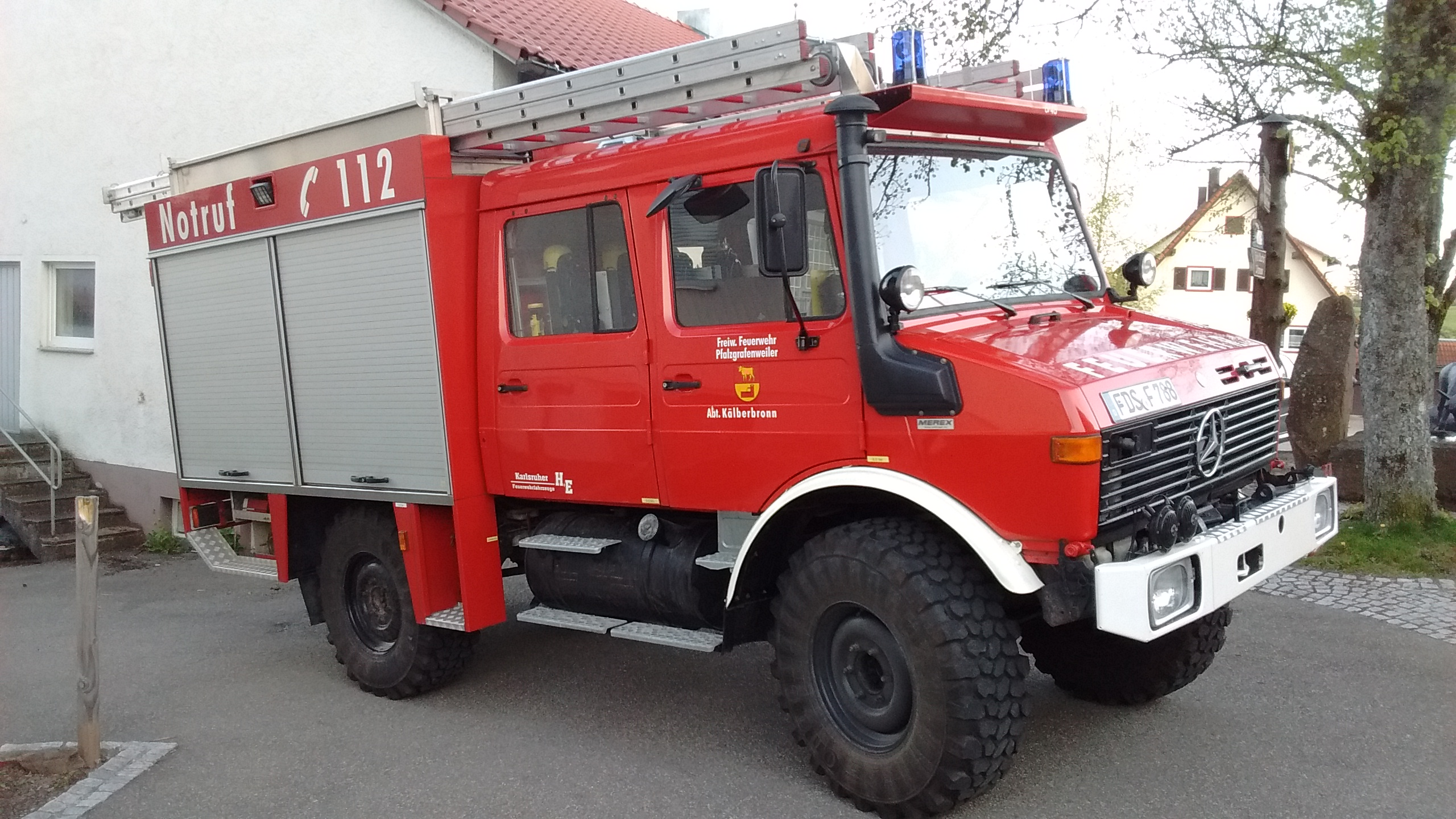
Unimog mit Doppelkabine